# Robin Kahn
Robin Kahn (* 1961 in New York City) ist eine US-amerikanische Autorin, Konzeptkünstlerin und Kuratorin.

## Leben und Werk
Bekannt geworden ist die New Yorker Künstlerin Robin Kahn mit der interaktiven Installation The Art of Sahrawi Cooking, die 2012 auf der dOCUMENTA (13) in Kassel realisiert wurde. Zusammen mit dem Schriftsteller und Philosophen Peter Lamborn Wilson, besser bekannt unter dem Pseudonym Hakim Bey, entwickelte Robin Kahn das Konzept. Die fotografische Begleitung fand durch Kirby Gookin und Edi Escobar statt.
Die Frauenorganisation La Cooperativa Unidad Nacional Mujeres Saharauis und der Westsaharakonflikt sollte durch das Werk in das Bewusstsein der Besucher gerückt werden.

## Ausstellungen (Auswahl)

### Einzelausstellungen
- 2013 Robin Kahn–The Art of Sahrawi Hospitality Ro2 Art, Dallas
- 2006 Robin Kahn: Unique Multiples Mulry Fine Art, West Palm Beach
- 2001 Robin Kahn: Family Tree Bill Maynes Gallery, New York City

### Gruppenausstellungen
- 2012 The Art of Sahrawi Cooking (in Zusammenarbeit mit La Cooperativa Unidad Nacional Mujeres Saharauis), dOCUMENTA (13), Kassel
- 2007 What F Word? Cynthia Broan Gallery, New York City
- 2006 Speed Limit LMCC's Arts Center at Governors Island, New York City
- 1998 Seeing Money BRIC Rotunda Gallery, New York City
- 1997 The Feminine Image curated by Donald Kuspit, Nassau County Museum of Art, Roslyn Harbor
- 1995 Revealing Desire: Cristinerose Gallery, New York City
- 1994 Bad Girls (Part II) New Museum of Contemporary Art, New York City
- 1993 White Men In Suits Hallwalls Contemporary Arts Center, Buffalo

## Auszeichnungen
- 2011 Artist in Residence, Emily Harvey Foundation, Venedig
- 2009 ARTifariti, Artist in Residence
- 1999 BCAT Residency, Brooklyn
- 1996 Art Matters Inc., Arbeitsstipendium
- 1995 Citywide Grant, Creative Time, NYC.
- 1989 National Endowment for the Arts, Stipendium
- 1988 Art Matters, Inc., Arbeitsstipendium
- 1987 Artists Space, Arbeitsstipendium